# Měšek III. Starý
Měšek III. Starý (1126/1127 – 13. března 1202), kníže velkopolský, se narodil jako v pořadí čtvrtý syn (druhý přeživší) Boleslava III. Křivoústého a jeho druhé ženy Salomeny z Bergu.

## Život

### Mládí
Měškovi bylo v době smrti jeho otce Boleslava III. Křivoústého asi 12 let. Díky otcově testamentu dostal Velkopolsko.

### Konflikt s bratrem Vladislavem
Spory Vladislava s juniory začaly otevřeně roku 1141, kdy Vladislavova nevlastní matka Salomena bez jeho souhlasu, začala rozdávat své knížectví mezi své syny. Rovněž se snažila vyvdat svojí dceru Anežku za Vsevolda II. Kyjevského. Vladislav zařídil sňatek mezi svého syna Boleslava I. Vysoký a dcery Vsevolda Zvinislavy.
Po smrti Salomeny z Bergu roku 1144 se knížectví mělo připojit k údělu seniora. Místo toho však knížectví připadlo Boleslavovi. Vladislav ještě toho samého roku zaútočil na své bratry. Požádal o pomoc kyjevské spojence. Na jejich pomoc však nejprve nepočkal, a proto bitvu nečekaně prohrál. Teprve až po příchodu kyjevských vojsk se Vladislavovi podařilo Boleslava a Měška porazit a Łęczycké knížectví připadlo seniorovi.
Roku 1146 znovu zaútočil Vladislav na juniory. Boleslav musel útect ke svému bratrovi do Velkopolska. V Polsku však vypuklo povstání a Vladislav byl nucen utéct. Knížetem se stal právě Boleslav.

### Uznání autority
V roce 1147 se Měšek účastnil výpravy proti Polabským Slovanům společně s Konrádem Míšeňským a Albrechtem I. Medvědem.
V roce 1157 vytáhl císař Fridrich I. Barbarossa na Polsko. Boleslav ani Měšek se však nebránili, a uprchli do Poznaně. Po obléhání, musel Boleslav Kadeřavý vyplatit velký tribut a prosit o odpuštění.
V roce 1162 musel Boleslav podstoupit Slezsko na úkor svým synovcům Boleslavovi Vysokému a Měškovi Křivonohému.

### První vzpoura Kazimíra
V roce 1166 zemřel při výpravě Jindřich Sandoměřský. Podle práva měla země Sandoměřská připadnout Kazimírovi Spravedlivému. Místo toho však zemi získal Boleslav IV. Kadeřavý. To vyprovokovalo jeho bratra Kazimíra. Na jeho stranu se postavil i Měšek. V únoru 1168 zvolili za sandoměřského knížete Kazimíra. K válce proti Boleslavovi ale nedošlo, protože Boleslav podstoupil podmínky. Kazimír dostal Wiślicu, sám Boleslav si nechal Sandoměř a okolí, a Měšek zbytek.

### Senior
Roku 1173 zemřel Boleslav IV. Kadeřavý. Jakožto nejstarší Piastovec se seniorem stal Měšek. I přes získání trůnu v Krakově zůstal ve Velkopolsku. V Krakově určil za muže, který bude jednat Jindřicha Kietlicze. Kromě toho se snažil získat spojence i za hranicemi. Provdal svoji první dceru Elišku Polskou za českého knížete Soběslava II. a druhou dceru Anastázii za Bogislava I.

### Druhá vzpoura Kazimíra
Roku 1177 propukla proti Měškovi vzpoura. Hlava vzpoury byl určitě nejmladší syn Boleslava III. Křivoústého, Kazimír Spravedlivý. Mimo něho se vzpoury zúčastnil i jeho syn Odon, který měl být na přání otce knězem. Dalším vzbouřencem byl Boleslav I. Vysoký, který byl po Měškovi nejstarším Piastovcem a viděl se jako nový senior. Kazimír udělil Boleslavovi Slezsko v léno a Odonovi Velkopolsko. Hlavně ve Slezsku byl problém, protože polovinu Slezska držel jeho syn Jaroslav Opolský a bratr Měšek Křivonohý. Po tom co se dozvěděli o vzpouře, postavili se na stranu Měška Starého. Boleslav byl poražen a do Krakova dorazil pouze jako vyhnnec.

### V exilu
Měšek utekl nejprve do Čech, kde žádal svého zetě Soběslava II. Ten mu pomoc nenabídl a Měšek se tak obrátil na Říši. Fridrich I. Barbarossa mu pomoc nabídl za 10 000 hřiven stříbra. Měšek by mu tuto sumu nebyl schopen splatit, a tak utekl za svým druhým zetěm Bogislavem.

### Návrat do Velkopolska
V roce 1181 se Měšek s pomocí pomořanských vojsk vrátil do východní části Velkopolska. O rok později dobyl na Odonovi i zbytek Velkopolska. Měšek se stále snažil stát se krakovským knížetem. V roce 1184 se snažil vytvořit spojenectví s Jindřichem VI. Štaufským, synem císaře Fridricha I. Barbarossy, a nabídl mu sumu peněz. Kazimír II. Spravedlivý však znal jeho plány a Jindřichovi nabídl ještě větší sumu.
Po selhání s německým králem, se snažil Měšek spojit s mazovským knížetem, Leškem Mazovským. Poslal k němu svého syna Měška. Měšek se však brzy začal chovat jako kníže mazovský, takže se Lešek usmířil s Kazimírem a Měška Mladšího poslal zpět k otci. Lešek zemřel roku 1186, pravděpodobně z důvodu špatného zdraví. Po jeho smrti převzal Měšek Kujavsko, a podstoupil tuto zemi svému synovi Boleslavovi.

### Znovu seniorem
V roce 1191 se část šlechty, nespokojené se zahraniční politikou Kazimíra II. Spravedlivého, znovu přiklonila na stranu Měška Starého. Ten předal Krakov svému synovi Boleslavovi. Nicméně, Kazimír rychle získal Krakov a Boleslav byl nucen utéct. Krátce poté předal kališské knížectví svému druhému synovi Měškovi.

### Smrt Odona a Měška Mladšího
Když 2. srpna 1193 zemřel Měšek Mladší, připadlo kališsko jeho bratrovi Odonovi ten však zemřel 20. dubna 1194.Tato situace změnila Měškovy plány. Ponechal si Kališsko a svému nejmladšímu synovi Vladislavovi Tenkonohému, který převzal opatrovnictví Odonova nezletilého syna Vladislava, odkázal jižní část Velkopolska.

### Smrt Kazimíra Spravedlivého
Po smrti Kazimíra II. Spravedlivého (5. května 1194) ožily naděje Měška Starého na získání Malopolska. Malopolská šlechta, seskupená kolem královny vdovy, Heleny Znojemské, chtěla na trůně raději nezletilé Kazimírovy syny, Leška a Konráda, než autoritattivního Měška. Měškovy pokusy o získání trůnu skončily v krvavé bitvě u Mozgawy, kde zemřel jeho syn Boleslav a Měšek sám byl zraněn. Po bitvě Měšek utekl do Kališe.

### Potřetí seniorem
Měšek si po bitvě u Mozgawy uvědomil, že silou nic nezmůže, a proto se rozhodl jednat s Helenou Znojemskou. Získal krakovský trůn, ale ve prospěch synů Kazimíra II. Spravedlivého se musel vzdát Kujavska.

### Počtvrté seniorem
V roce 1199 ještě krakovský vojvoda Mikołaj Gryfita a biskup  Fulko (Pełko) nakrátko dosadili na krakovský trůn Leška Bílého, ale jen na chvíli. Ještě téhož roku jej znovu obsadil Měšek Starý. Zemřel 13. března 1202 jako poslední syn Boleslava III. Křivoústého

## Rodina
V roce 1136 se Měšek oženil s uherskou princeznou Alžbětou (1128–1154), dcerou Bély II. Spolu měli pět dětí
1. Odon (asi 1149–1194)
2. Štěpán (asi 1150–1166/77?)
3. Eliška Polská (1152–1209), manželka Soběslava II. a poté Konráda II. Lužického
4. Wierzchoslawa (před 1153 – před 1223)
5. Judita (před 1154 – po 1201).

Roku 1154 se oženil s Eudoxií, dcerou kyjevského knížete Jaroslava II. Během manželství Eudoxia manželovi porodila pět dětí, tři syny — Boleslava, Měška a Vladislava — a dvě dcery, Salomenu a Anastázii.

## Vývod z předků
|                  |                         |  |  |                       |  |  |  |  |  |  |  | Měšek II. Lambert |
|                  |                         |  |  |                       |  |  |  |  |  |  |  |                   |
|                  | Kazimír I. Obnovitel    |  |  |                       |  |  |  |  |  |  |  |                   |
|                  |                         |  |  |                       |  |  |  |  |  |  |  |                   |
|                  |                         |  |  | Richenza Lotrinská    |  |  |  |  |  |  |  |                   |
|                  |                         |  |  |                       |  |  |  |  |  |  |  |                   |
|                  | Vladislav I. Herman     |  |  |                       |  |  |  |  |  |  |  |                   |
|                  |                         |  |  |                       |  |  |  |  |  |  |  |                   |
|                  |                         |  |  | Vladimír I. Kyjevský  |  |  |  |  |  |  |  |                   |
|                  |                         |  |  |                       |  |  |  |  |  |  |  |                   |
|                  | Dobroněga Kyjevská      |  |  |                       |  |  |  |  |  |  |  |                   |
|                  |                         |  |  |                       |  |  |  |  |  |  |  |                   |
|                  |                         |  |  | Anna Porfyrogennéta   |  |  |  |  |  |  |  |                   |
|                  |                         |  |  |                       |  |  |  |  |  |  |  |                   |
|                  | Boleslav III. Křivoústý |  |  |                       |  |  |  |  |  |  |  |                   |
|                  |                         |  |  |                       |  |  |  |  |  |  |  |                   |
|                  |                         |  |  | Břetislav I. Český    |  |  |  |  |  |  |  |                   |
|                  |                         |  |  |                       |  |  |  |  |  |  |  |                   |
|                  | Vratislav II. Český     |  |  |                       |  |  |  |  |  |  |  |                   |
|                  |                         |  |  |                       |  |  |  |  |  |  |  |                   |
|                  |                         |  |  | Jitka ze Schweinfurtu |  |  |  |  |  |  |  |                   |
|                  |                         |  |  |                       |  |  |  |  |  |  |  |                   |
|                  | Judita Přemyslovna      |  |  |                       |  |  |  |  |  |  |  |                   |
|                  |                         |  |  |                       |  |  |  |  |  |  |  |                   |
|                  |                         |  |  | Ondřej I.             |  |  |  |  |  |  |  |                   |
|                  |                         |  |  |                       |  |  |  |  |  |  |  |                   |
|                  | Adléta Uherská          |  |  |                       |  |  |  |  |  |  |  |                   |
|                  |                         |  |  |                       |  |  |  |  |  |  |  |                   |
|                  |                         |  |  | Anastázie Rurikovna   |  |  |  |  |  |  |  |                   |
|                  |                         |  |  |                       |  |  |  |  |  |  |  |                   |
| Měšek III. Starý |                         |  |  |                       |  |  |  |  |  |  |  |                   |
|                  |                         |  |  |                       |  |  |  |  |  |  |  |                   |
|                  |                         |  |  |                       |  |  |  |  |  |  |  |                   |
|                  |                         |  |  |                       |  |  |  |  |  |  |  |                   |
|                  | Poppon z Bergu          |  |  |                       |  |  |  |  |  |  |  |                   |
|                  |                         |  |  |                       |  |  |  |  |  |  |  |                   |
|                  |                         |  |  |                       |  |  |  |  |  |  |  |                   |
|                  |                         |  |  |                       |  |  |  |  |  |  |  |                   |
|                  | Jindřich z Bergu        |  |  |                       |  |  |  |  |  |  |  |                   |
|                  |                         |  |  |                       |  |  |  |  |  |  |  |                   |
|                  |                         |  |  |                       |  |  |  |  |  |  |  |                   |
|                  |                         |  |  |                       |  |  |  |  |  |  |  |                   |
|                  | Sophie                  |  |  |                       |  |  |  |  |  |  |  |                   |
|                  |                         |  |  |                       |  |  |  |  |  |  |  |                   |
|                  |                         |  |  |                       |  |  |  |  |  |  |  |                   |
|                  |                         |  |  |                       |  |  |  |  |  |  |  |                   |
|                  | Salomena z Bergu        |  |  |                       |  |  |  |  |  |  |  |                   |
|                  |                         |  |  |                       |  |  |  |  |  |  |  |                   |
|                  |                         |  |  | Děpold z Traungau     |  |  |  |  |  |  |  |                   |
|                  |                         |  |  |                       |  |  |  |  |  |  |  |                   |
|                  | Děpold II. z Vohnburgu  |  |  |                       |  |  |  |  |  |  |  |                   |
|                  |                         |  |  |                       |  |  |  |  |  |  |  |                   |
|                  |                         |  |  | Marie ze Schweinfurtu |  |  |  |  |  |  |  |                   |
|                  |                         |  |  |                       |  |  |  |  |  |  |  |                   |
|                  | Adelheida z Mochentalu  |  |  |                       |  |  |  |  |  |  |  |                   |
|                  |                         |  |  |                       |  |  |  |  |  |  |  |                   |
|                  |                         |  |  | Berthold z Zähringenu |  |  |  |  |  |  |  |                   |
|                  |                         |  |  |                       |  |  |  |  |  |  |  |                   |
|                  | Liutgarda z Zähringenu  |  |  |                       |  |  |  |  |  |  |  |                   |
|                  |                         |  |  |                       |  |  |  |  |  |  |  |                   |
|                  |                         |  |  | Richenza              |  |  |  |  |  |  |  |                   |
|                  |                         |  |  |                       |  |  |  |  |  |  |  |                   |